# Antonówka nad Horyniem (gmina)
Antonówka nad Horyniem (lub Antonówka; do 1928 Horodziec) – dawna gmina wiejska istniejąca do 1939 roku w woj. poleskim/wołyńskim (obecnie na Ukrainie). Siedzibą gminy była Antonówka nad Horyniem.
Gmina Antonówka nad Horyniem  powstała 11 października 1928 roku w powiecie sarneńskim w woj. poleskim, w związku z przemianowaniem gminy Horodziec na Antonówka nad Horyniem  . 16 grudnia 1930 roku gmina wraz z całym powiatem sarneńskim została przyłączona do woj. wołyńskiego.
Według stanu z dnia 4 stycznia 1936 roku gmina składała się z 24 gromad. Po wojnie obszar gminy Antonówka nad Horyniem wszedł w struktury administracyjne Związku Radzieckiego.